# D211i
ムーバ D211i（ムーバ・ディー にー いち いち アイ）は、三菱電機製のNTTドコモの第二世代携帯電話(mova)端末である。

## 概要
211iシリーズで2番目に登場。800MHz帯と1.5GHz帯に対応しており、折りたたみ型以外では初のアンテナ内蔵型になり、アンテナの分がなくなったことで、長さが従来機よりも大幅に短くなった。アンテナ内蔵のデザインは当時としては斬新であった。着信メロディは24和音になった。また、ATOKは予測変換もできるようになった。さらに、レスポンスが従来機よりも向上した。F211iとともにSSL通信にも対応した。また、ぷりコールにも対応している。
なお、D21Xシリーズではこの機種が最後となった。また、movaとして最後のフリップ型となった。

## 歴史
- 2001年9月26日　 テレコムエンジニアリングセンターによる技術基準適合証明の工事設計認証（工事設計認証番号01WZA1002、01XAA1004）
- 2001年10月5日　 電気通信端末機器審査協会による技術基準適合認定の設計認証（設計認証番号A01-0826JP、J00-0268）
- 2001年11月26日　ドコモから発表
- 2001年11月29日　発売
- 2003年7月1日　　D211i、D251i、D251iS、D504iの4機種に付属していたACアダプタの一部に、発熱してケースが変形する恐れがあるとドコモが発表。
- 2012年3月31日　 movaサービス終了により使用はこの日限りとなる。

## テレビCM
デーモン小暮閣下が丸坊主になるという、アンテナが内蔵された事を強調するテレビCMが放映されていた。また、本機が気に入ったようで、プライベートでも使用していると発言していた。